# مردگان متحرک (فصل ۱۰)
پخش نیمه اول فصل دهم سریال مردگان متحرک، محصول شبکه ای‌ام‌سی از اکتبر ۲۰۱۹ تا ۲۶ دسامبر ۲۰۱۹ ادامه داشت. پخش نیمه دوم این فصل از سریال (منهای قسمت شانزدهم) نیز در ۳ فوریه ۲۰۲۰ آغاز شده و تا ۶ آوریل ۲۰۲۰ ادامه داشت. قسمت ۱۶ این فصل بدلیل ناتمام ماندن مراحل بعد از تولید در پی شیوع جهانی کروناویروس، با تأخیر و در تاریخ ۱۱ مهر ۱۳۹۹(۲ اکتبر ۲۰۲۰) و ۶ قسمت پایانی آن نیز مدتی بعد پخش شد.
این، اولین فصل از سریال است که اندرو لینکولن، بازیگر نقش اول تمامی فصلهای پیشین در آن حضور ندارد. پیش از شروع فصل اعلام شده بود که فصل دهم سریال شامل ۱۶ قسمت میشود،اما بعد از اینکه فیلمبرداری و پخش به دلیل کرونا دچار وقفه شد،از طرف عوامل سریال اعلام شد که ۶ قسمت دیگر به فصل دهم اضافه خواهد شد و این فصل دارای ۲۲ قسمت خواهد بود و طولانی ترین فصل سریال مردگان متحرک است. 

## داستان
در ابتدای این فصل سقوط یک ماهوارهٔ فضایی، باعث برهم ریختن اوضاع در میان جوامع می شود. مردم الکساندریا و هیلتاپ برای خاموش کردن آتش سوزی حاصل از این سقوط، به ناچار وارد قلمرو نجواکنندگان می‌شوند و به همین دلیل درگیریهای دو طرف وارد مرحلهٔ جدید می شود. در ادامه، نیگن از زندان الکساندریا می گریزد و تصمیم می گیرد به نجواکنندگان ملحق شود. بعدها مشخص میشود که نیگن با همراهی کرول به دنبال یک نقشهٔ حساب شده برای کشتن آلفا، رهبر نجواکنندگان است. همزمان با این تحولات، میشون موفق میشود نشانه هایی از حضور ریک گرایمز را در یک جزیره پیدا کند و همین، باعث جدایی وی از گروه برای پیدا کردن ریک میشود. حمله نجواکنندگان باعث نابودی هیلتاپ میشود، اما خیلی زود در یک حرکت حساب شده، آلفا توسط نیگان به قتل میرسد. مرگ آلفا باعث عصبانیت بتا میشود و او گله عظیمی از واکرها را برای حمله به الکساندریا جمع آوری میکند. پیش از رسیدن ارتش بتا، الکساندریا تخلیه میشود، اما بتا خیلی زود محل اختفای اهالی الکساندریا و هیلتاپ را پیدا میکند. درگیری بین دو گروه آغاز می شود از طرفی مگی نیز به سریال باز میگردد و ...